# Michel Audrain
Michel Audrain (Rennes, 6 novembre 1961) è un allenatore di calcio ed ex calciatore francese, di ruolo centrocampista.

## Carriera
Inizia a giocare a calcio nel Ginguené prima di entrare nelle giovanili dell'Angers, dove fa il suo debutto da professionista. Poi passa al Bordeaux dove vince due scudetti nel 1983-1984 e nel 1984-1985.
Alterna poi brevi esperienze con le maglie di Olympique Marsiglia, Laval, Rennes per finire la carriera da professionista all'Annecy.
Diviene quindi allenatore, guidando le seconde squadre di Angers, Laval e Lorient.

## Palmarès
- Campionato francese: 2

Bordeaux: 1983-1984, 1984-1985